# Yassin Ben Balla
Yassin Ben Balla (* 24. Februar 1996 in Valenciennes) ist ein französischer Fußballspieler, der seit 2024 beim deutschen Regionalligisten FC Schalke 04 II unter Vertrag steht.

## Karriere

### Anfänge in Frankreich & der Schweiz
Yassin Ben Ballas spielte bis 2014 beim RC Lens, bevor er zur zweiten Mannschaft des SC Amiens wechselte. Zu Beginn der Saison 2015/16 wechselte er zur U-21-Mannschaft des FC Zürich in die Promotion League. In der Spielzeit kam er auf 18 Einsätze (ein Tor) und erreichte mit der Mannschaft den elften Platz.

### Wechsel in die Regionalliga West
Nach einer Saison verließ er den Verein und war daraufhin vereinslos. Durch ein Probetraining im Januar 2017 überzeugte er Mike Terranova und unterschrieb einen Vertrag beim deutschen Regionalligisten Rot-Weiß Oberhausen. In der ersten halben Saison kam er auf acht Einsätze in der Regionalliga West und erzielte ein Tor. Oberhausen erreichte den vierten Platz in der vierten Liga und das Halbfinale im Niederrheinpokal, wobei die Mannschaft am MSV Duisburg scheiterte.
In der nächsten Spielzeit wurde er Stammspieler und kam auf 30 Ligaspiele (vier Tore). Die Mannschaft erreichte den neunten Platz in der Liga. Zudem spielte er alle Partien des Niederrheinpokals und machte im Finale den entscheidenden Treffer zum 2:1-Sieg gegen Rot-Weiss Essen. In der nächsten Saison debütierte er am 18. August 2018 bei der 0:6-Heimniederlage gegen den SV Sandhausen im DFB-Pokal. In der Regionalliga kam er in allen 34 Partien zum Einsatz, erzielte sieben Tore und erreichte den zweiten Platz in der Liga.

### Von der 3. Liga in die 2. Bundesliga
Zu Beginn der Saison 2019/20 wechselte er zum Drittligisten MSV Duisburg und unterschrieb dort einen Vertrag bis Sommer 2020. Unter Cheftrainer Torsten Lieberknecht gab er am 20. Juli 2019 beim 4:1-Heimsieg gegen die SG Sonnenhof Großaspach sein Debüt in einer Profiliga. Insgesamt spielte er 33 Ligaspiele (zwei Tore) und landete mit seiner Mannschaft auf dem vierten Platz. Aufgrund einer Bänderdehnung verpasste er mehrere Spiele in der Mitte der Saison.
Im Anschluss unterschrieb er einen bis 2021 gültigen Vertrag beim Zweitligaaufsteiger Eintracht Braunschweig. In der Saison kam er auf 28 Ligaeinsätze (zwei Tore) und stieg am Ende der Spielzeit auf dem 17. Tabellenplatz wieder direkt in die 3. Liga ab. 

### Über Ingolstadt nach Darmstadt
Im Juli 2021 wechselte er zum Zweitligaaufsteiger FC Ingolstadt 04, blieb jedoch über die gesamte Saison aufgrund einer Verletzung am Hüftbeugermuskel in der Vorbereitung ohne Einsatz. Die Saison beendeten die Ingolstädter auf dem letzten Platz und stiegen damit zurück in die 3. Liga ab. Zu Beginn der Saison 2022/23 war er als Trainingsgast bei seinem ehemaligen Duisburger-Trainer Lieberknecht, der mittlerweile beim Zweitligisten SV Darmstadt 98 unter Vertrag stand. Nach zwei Wochen als Gast unterschrieb er einen Einjahresvertrag bei den Südhessen. Am 22. Juli 2022 debütierte er beim 2:1-Heimspiel gegen den SV Sandhausen in der 2. Bundesliga für die Lilien, nachdem er in der Nachspielzeit für Tobias Kempe eingewechselt wurde.

### Wechsel nach Sandhausen und Schalke II
Im Sommer 2023 wechselte er zum SV Sandhausen in die Dritte Liga, traf dort in 32 Spielen drei Mal und gewann den Badischen Pokal. Ein Jahr später verließ er den Verein wieder und war bis zum 15. November 2024 vereinslos, ehe ihn der Regionalligist FC Schalke 04 II verpflichtete. Beim Ligadebüt gegen Türkspor Dortmund konnte er beim 3:0-Auswärtssieg auch seinen ersten Treffer erzielen.

## Erfolge
- Niederrheinpokal-Sieger: 2018
- Baden-Pokalsieger: 2024